# Mycetophila stricklandi
Mycetophila stricklandi är en tvåvingeart som först beskrevs av Laffoon 1957.  Mycetophila stricklandi ingår i släktet Mycetophila och familjen svampmyggor. Arten är reproducerande i Sverige. Inga underarter finns listade i Catalogue of Life.